# Tour de China I 2018
La 15.ª edición del Tour de China I se celebró entre el 8 y el 15 de septiembre de 2018 con inicio en la ciudad de Jintang y final en la ciudad de Langshan en República Popular China. El recorrido constó de un total de 7 etapas sobre una distancia total de 813,7 km.
La carrera hizo parte del circuito UCI Asia Tour 2018, dentro de la categoría 2.1 y fue ganada por el colombiano Juan Sebastián Molano del Manzana Postobón. Los italianos Damiano Cima del Nippo-Vini Fantini-Europa Ovini y Jacopo Mosca del Wilier Triestina-Selle Italia completaron el podio como segundo y tercer clasificado respectivamente.

## Equipos participantes
Tomaron la partida un total de 21 equipos, de los cuales 5 fueron de categoría Profesional Continental y 16 Continentales, quienes conformaron un pelotón de 124 ciclistas de los cuales terminaron 112. Los equipos participantes fueron:
| Equipos continentales profesionales (5)- Nippo-Vini Fantini-Europa Ovini - Manzana Postobón - Androni Giocattoli-Sidermec - Wilier Triestina-Selle Italia - Team Novo Nordisk Equipos continentales (16)- Beijing XDS-Innova Cycling Team - Bennelong-SwissWellness-Cervélo - H&R Block - Hengxiang Cycling Team - HKSI Pro Cycling Team - LKT Team Brandenburg - Minsk Cycling Club - Mitchelton-BikeExchange - Ningxia Sports Lottery-Livall - Qinghai Tianyoude - RTS-Monton Racing - Sporting-Tavira - Start-Gusto Cycling Team - Terengganu Cycling Team - Trevigiani Phonix-Hemus 1896 - Yunnan Lvshan Landscape |
| |

## Recorrido
| Etapa     | Fecha     | Recorrido                                   | type                   | Distancia (km) | Ganador               | Líder                 |
| --------- | --------- | ------------------------------------------- | ---------------------- | -------------- | --------------------- | --------------------- |
| 1.ª etapa | 8 de sep  | Jintang – Jintang                           | etapa llana            | 82,9           | Matteo Malucelli      | Matteo Malucelli      |
| 2.ª etapa | 9 de sep  | Condado de Pingchang – Condado de Pingchang | etapa de media montaña | 140,6          | Juan Sebastián Molano | Juan Sebastián Molano |
| 3.ª etapa | 10 de sep | Bazhong – Distrito de Enyang                | etapa escarpada        | 158            | Marco Benfatto        | Juan Sebastián Molano |
| 4.ª etapa | 11 de sep | Liangping – Liangping                       | etapa escarpada        | 84,6           | Jacopo Mosca          | Juan Sebastián Molano |
| 5.ª etapa | 12 de sep | Yichang – Zhijiang                          | etapa llana            | 127,4          | Marco Benfatto        | Juan Sebastián Molano |
| 6.ª etapa | 13 de sep | Qianjiang – Qianjiang                       | etapa llana            | 113            | Damiano Cima          | Juan Sebastián Molano |
|           | 14 de sep | Día de descanso                             | Día de descanso        |                |                       |                       |
| 7.ª etapa | 15 de sep | Langshan – Langshan                         | etapa llana            | 107,2          | Manuel Peñalver       | Juan Sebastián Molano |

## Clasificaciones finales
Las clasificaciones finalizaron de la siguiente forma:

### Clasificación general
| \| Clasificación general \| Clasificación general \| Clasificación general \| Clasificación general \| Clasificación general \| \| Ciclista \| Ciclista \| Equipo \| Tiempo \| \| \| --------------------- \| --------------------- \| ------------------------------- \| --------------------- \| --------------------- \| \| 1.º \| Juan Sebastián Molano \| Manzana Postobón \| 18 h 05 min 02 s \| \| \| 2.º \| Damiano Cima \| Nippo-Vini Fantini-Europa Ovini \| + 8 s \| \| \| 3.º \| Jacopo Mosca \| Wilier Triestina-Selle Italia \| + 18 s \| \| \| 4.º \| Sam Crome \| Bennelong-SwissWellness-Cervélo \| + 20 s \| \| \| 5.º \| Yikui Niu \| Mitchelton-BikeExchange \| + 20 s \| \| \| 6.º \| Chen Mingrun \| Hengxiang Cycling Team \| + 22 s \| \| \| 7.º \| Alejandro Marque \| Sporting-Tavira \| + 23 s \| \| \| 8.º \| Eduard Vorganov \| Minsk Cycling Club \| + 24 s \| \| \| 9.º \| Sergio Higuita \| Manzana Postobón \| + 24 s \| \| \| 10.º \| Mykhailo Kononenko \| Beijing XDS-Innova \| + 25 s \| \| |                       |                                 |                  |
| |                       |                                 |                  |
| Fuente: ProCyclingStats |                       |                                 |                  |
| Clasificación general |                       |                                 |                  |
| Ciclista | Ciclista              | Equipo                          | Tiempo           |
| 1.º | Juan Sebastián Molano | Manzana Postobón                | 18 h 05 min 02 s |
| 2.º | Damiano Cima          | Nippo-Vini Fantini-Europa Ovini | + 8 s            |
| 3.º | Jacopo Mosca          | Wilier Triestina-Selle Italia   | + 18 s           |
| 4.º | Sam Crome             | Bennelong-SwissWellness-Cervélo | + 20 s           |
| 5.º | Yikui Niu             | Mitchelton-BikeExchange         | + 20 s           |
| 6.º | Chen Mingrun          | Hengxiang Cycling Team          | + 22 s           |
| 7.º | Alejandro Marque      | Sporting-Tavira                 | + 23 s           |
| 8.º | Eduard Vorganov       | Minsk Cycling Club              | + 24 s           |
| 9.º | Sergio Higuita        | Manzana Postobón                | + 24 s           |
| 10.º | Mykhailo Kononenko    | Beijing XDS-Innova              | + 25 s           |

### Clasificación por puntos
| Clasificación por puntos | Clasificación por puntos | Clasificación por puntos        | Clasificación por puntos | Clasificación por puntos |
| Ciclista                 | Ciclista                 | Equipo                          | Puntos                   |                          |
| ------------------------ | ------------------------ | ------------------------------- | ------------------------ | ------------------------ |
| 1.º                      | Juan Sebastián Molano    | Manzana Postobón                | 44 pts                   |                          |
| 2.º                      | Marco Benfatto           | Androni Giocattoli-Sidermec     | 38 pts                   |                          |
| 3.º                      | Damiano Cima             | Nippo-Vini Fantini-Europa Ovini | 29 pts                   |                          |
| 4.º                      | Jakub Mareczko           | Wilier Triestina-Selle Italia   | 21 pts                   |                          |
| 5.º                      | Manuel Peñalver          | Trevigiani-Phonix-Hemus 1896    | 18 pts                   |                          |
| 6.º                      | Yikui Niu                | Mitchelton-BikeExchange         | 13 pts                   |                          |
| 7.º                      | Jacopo Mosca             | Wilier Triestina-Selle Italia   | 12 pts                   |                          |
| 8.º                      | Sam Crome                | Bennelong-SwissWellness-Cervélo | 10 pts                   |                          |
| 9.º                      | Sergio Higuita           | Manzana Postobón                | 10 pts                   |                          |
| 10.º                     | Mykhailo Kononenko       | Beijing XDS-Innova              | 9 pts                    |                          |

### Clasificación de la montaña
| Clasificación de la montaña | Clasificación de la montaña | Clasificación de la montaña   | Clasificación de la montaña | Clasificación de la montaña |
| Ciclista                    | Ciclista                    | Equipo                        | Puntos                      |                             |
| --------------------------- | --------------------------- | ----------------------------- | --------------------------- | --------------------------- |
| 1.º                         | Sergio Higuita              | Manzana Postobón              | 22 pts                      |                             |
| 2.º                         | Frederico Figueiredo        | Sporting-Tavira               | 21 pts                      |                             |
| 3.º                         | Kevin Rivera                | Androni Giocattoli-Sidermec   | 16 pts                      |                             |
| 4.º                         | Mauricio Ortega             | Ningxia Sports Lottery-Livall | 16 pts                      |                             |
| 5.º                         | Bo Wang                     | Hengxiang Cycling Team        | 12 pts                      |                             |
| 6.º                         | Yauhen Sobal                | Minsk Cycling Club            | 10 pts                      |                             |
| 7.º                         | Hamid Pourhashemi           | Yunnan Lvshan Landscape       | 9 pts                       |                             |
| 8.º                         | Khalil Khorshid             | Yunnan Lvshan Landscape       | 8 pts                       |                             |
| 9.º                         | Richard Banusch             | LKT Team Brandenburg          | 8 pts                       |                             |
| 10.º                        | Metkel Eyob                 | Terengganu Cycling Team       | 6 pts                       |                             |

### Clasificación por equipos
| Clasificación por equipos | Clasificación por equipos       | Clasificación por equipos | Clasificación por equipos |
| Equipo                    | Equipo                          | Tiempo                    |                           |
| ------------------------- | ------------------------------- | ------------------------- | ------------------------- |
| 1.º                       | Trevigiani Phonix-Hemus 1896    | 54 h 16 min 30 s          |                           |
| 2.º                       | Androni Giocattoli-Sidermec     | + 0 s                     |                           |
| 3.º                       | Terengganu Cycling Team         | + 0 s                     |                           |
| 4.º                       | Bennelong-SwissWellness-Cervélo | + 0 s                     |                           |
| 5.º                       | Manzana Postobón                | + 0 s                     |                           |
| 6.º                       | Sporting-Tavira                 | + 0 s                     |                           |
| 7.º                       | Mitchelton-BikeExchange         | + 15 s                    |                           |
| 8.º                       | Nippo-Vini Fantini-Europa Ovini | + 19 s                    |                           |
| 9.º                       | H&R Block                       | + 9 min 16 s              |                           |
| 10.º                      | Qinghai Tianyoude               | + 9 min 57 s              |                           |

## Evolución de las clasificaciones
| Etapa                   | Vencedor                | Clasificación general | Clasificación por puntos | Clasificación de la montaña | Clasificación del mejor corredor chino | Clasificación por equipos       |
| ----------------------- | ----------------------- | --------------------- | ------------------------ | --------------------------- | -------------------------------------- | ------------------------------- |
| 1.ª                     | Matteo Malucelli        | Matteo Malucelli      | Matteo Malucelli         | Jordan Parra                | Yikui Niu                              | Nippo-Vini Fantini-Europa Ovini |
| 2.ª                     | Juan Sebastián Molano   | Juan Sebastián Molano | Juan Sebastián Molano    | Frederico Figueiredo        | Mingrun Chen                           | Nippo-Vini Fantini-Europa Ovini |
| 3.ª                     | Marco Benfatto          | Juan Sebastián Molano | Juan Sebastián Molano    | Frederico Figueiredo        | Mingrun Chen                           | Androni Giocattoli-Sidermec     |
| 4.ª                     | Jacopo Mosca            | Juan Sebastián Molano | Juan Sebastián Molano    | Sergio Higuita              | Mingrun Chen                           | Trevigiani Phonix-Hemus 1896    |
| 5.ª                     | Marco Benfatto          | Juan Sebastián Molano | Juan Sebastián Molano    | Sergio Higuita              | Yikui Niu                              | Trevigiani Phonix-Hemus 1896    |
| 6.ª                     | Damiano Cima            | Juan Sebastián Molano | Marco Benfatto           | Sergio Higuita              | Yikui Niu                              | Trevigiani Phonix-Hemus 1896    |
| 7.ª                     | Manuel Peñalver         | Juan Sebastián Molano | Juan Sebastián Molano    | Sergio Higuita              | Yikui Niu                              | Trevigiani Phonix-Hemus 1896    |
| Clasificaciones finales | Clasificaciones finales | Juan Sebastián Molano | Juan Sebastián Molano    | Sergio Higuita              | Yikui Niu                              | Trevigiani Phonix-Hemus 1896    |

## UCI World Ranking
El Tour de China I otorga puntos para el UCI Asia Tour 2018 y el UCI World Ranking, este último para corredores de los equipos en las categorías UCI ProTeam, Profesional Continental y Equipos Continentales. Las siguientes tablas muestran el baremo de puntuación y los 10 corredores que obtuvieron más puntos:
| Posición              | 1.º | 2.º | 3.º | 4.º | 5.º | 6.º | 7.º | 8.º | 9.º | 10.º | 11.º | 12.º | 13.º-15.º | 16.º-25.º |
| Clasificación general | 125 | 85  | 70  | 60  | 50  | 40  | 35  | 30  | 25  | 20   | 15   | 10   | 5         | 3         |
| Por etapa             | 14  | 5   | 3   |     |     |     |     |     |     |      |      |      |           |           |
| Líder                 | 3   |     |     |     |     |     |     |     |     |      |      |      |           |           |

| Clasificación | Clasificación         | Clasificación                   | Clasificación | Clasificación | Clasificación | Clasificación |
| Posición      | Ciclista              | Equipo                          | General       | Etapa         | Líder         | Total         |
| ------------- | --------------------- | ------------------------------- | ------------- | ------------- | ------------- | ------------- |
| 1.º           | Juan Sebastián Molano | Manzana Postobón                | 125           | 22            | 15            | 162           |
| 2.º           | Damiano Cima          | Nippo-Vini Fantini-Europa Ovini | 85            | 17            | -             | 102           |
| 3.º           | Jacopo Mosca          | Wilier Triestina-Selle Italia   | 70            | 14            | -             | 84            |
| 4.º           | Sam Crome             | Bennelong SwissWellness         | 60            | 5             | -             | 65            |
| 5.º           | Yikui Niu             | Mitchelton-BikeExchange         | 50            | -             | -             | 50            |
| 6.º           | Mingrun Chen          | Hengxiang                       | 40            | 5             | -             | 45            |
| 7.º           | Marco Benfatto        | Androni Giocattoli-Sidermec     | -             | 36            | -             | 36            |
| 8.º           | Alejandro Marque      | Sporting-Tavira                 | 35            | -             | -             | 35            |
| 9.º           | Eduard Vorganov       | Minsk CC                        | 30            | -             | -             | 30            |
| 10.º          | Sergio Higuita        | Manzana Postobón                | 25            | 3             | -             | 28            |